# Karaja

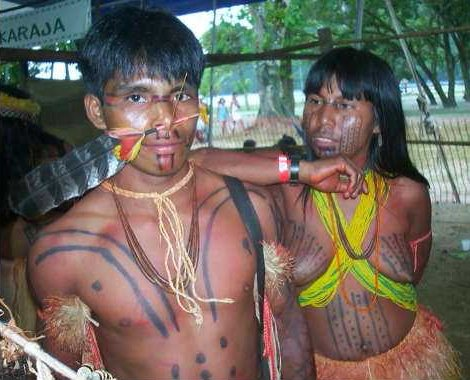
Indianie z plemienia Karaża

Karajá, Carajá – plemiona Indian żyjące w dolinie rzeki Araguaia (środkowo-wschodnia Brazylia).
Żywią się głównie rybami. Niekiedy karczują nadrzeczne zarośla pod uprawę manioku i kukurydzy. Tatuują ciało, ozdabiają je też barwnymi ornamentami w kształcie niewielkich kół. Posługują się językami caraja.

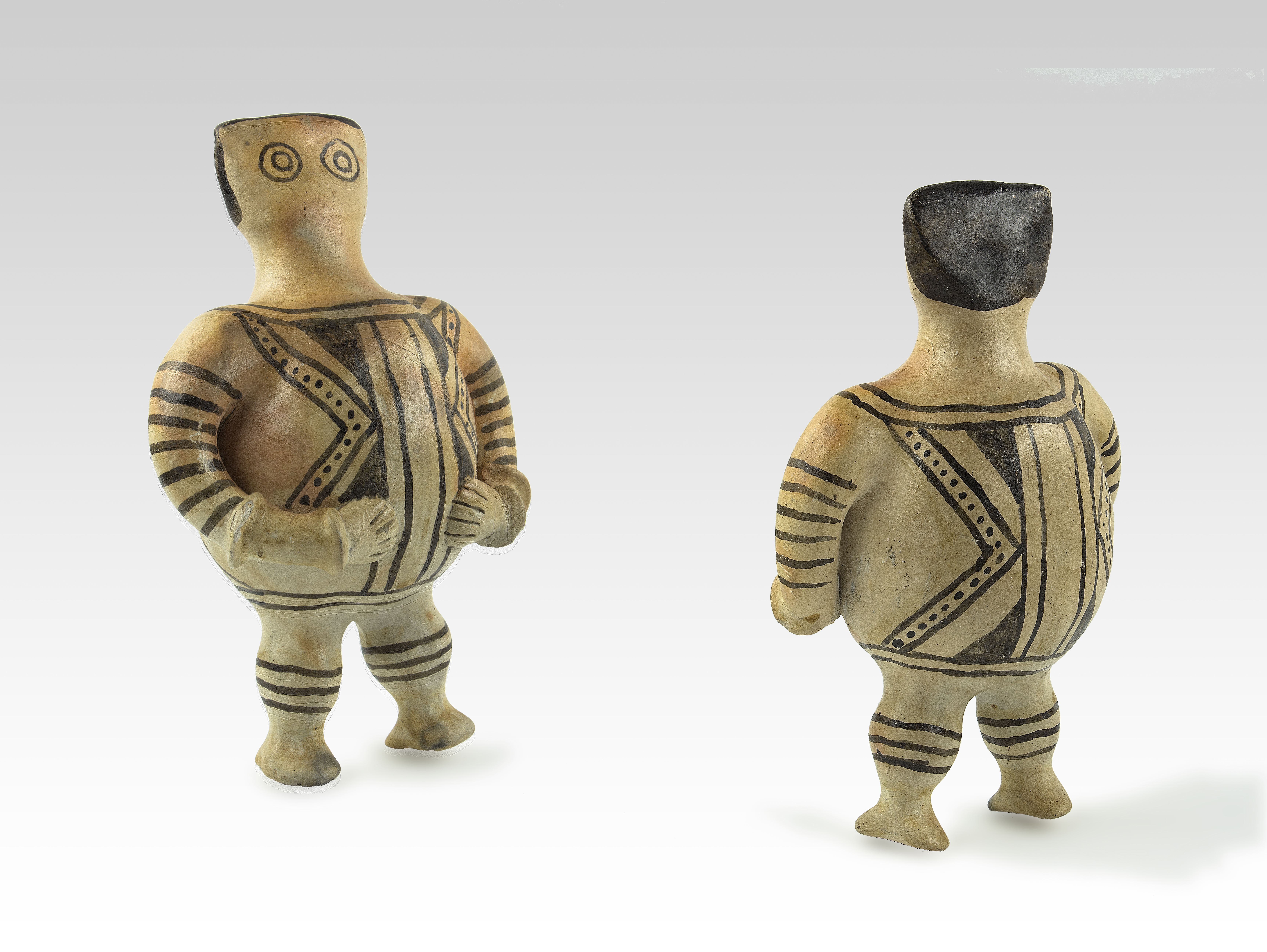
statuetki ceramiczne
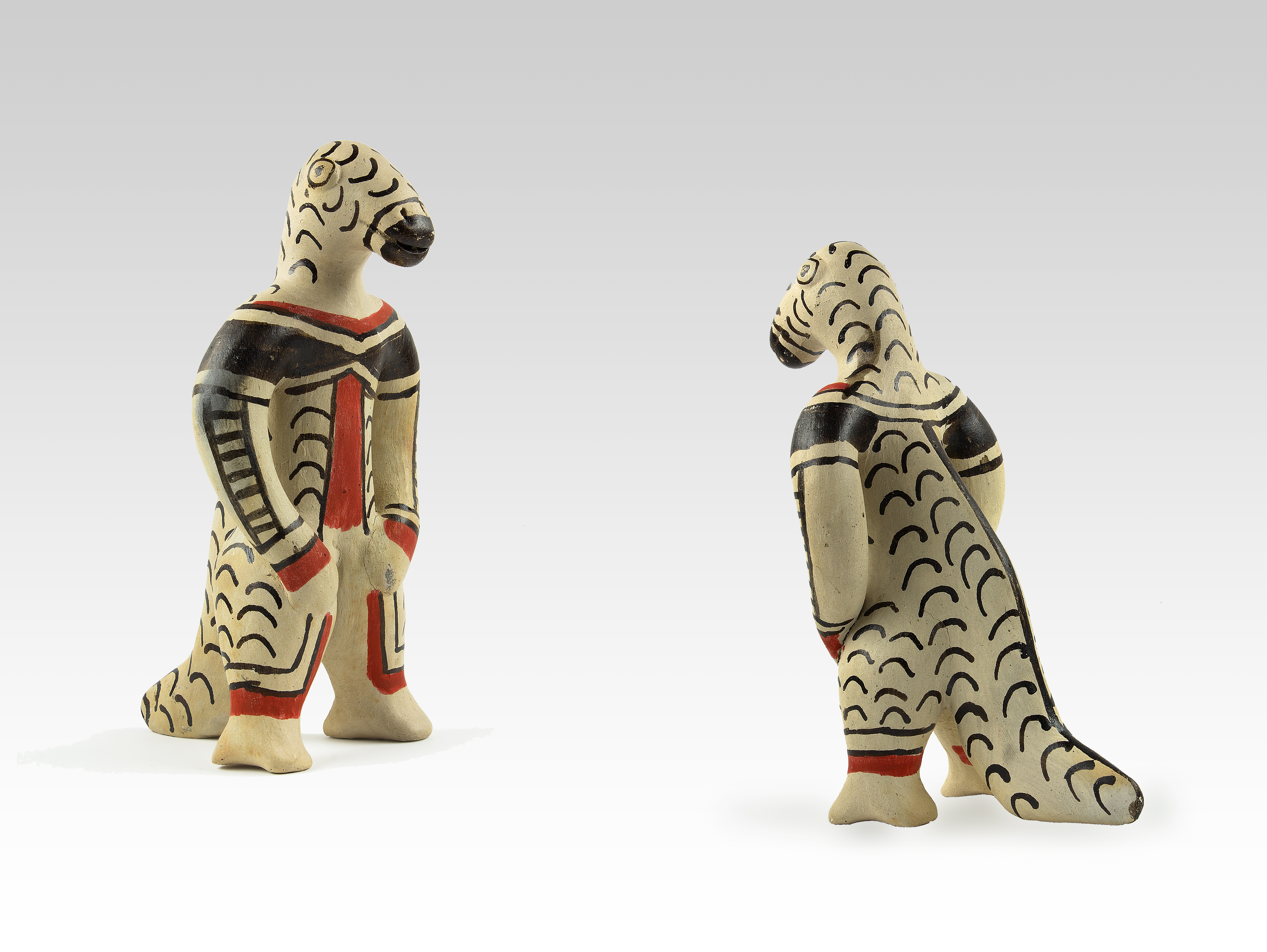
statuetki ceramiczne